# Vinica (Bosnien und Herzegowina)
Vinica ist eine von Kroaten besiedelte Gemeinde im Gemeindeverband Tomislavgrad im Südwesten von Bosnien-Herzegowina und liegt im Kanton 10.

## Geographische Lage und Klima
Vinica wird durch die kroatisch-bosnische Grenze in Mala Vinica (bosnisch) (wörtlich kleine Vinica) und Velika Vinica (bosnisch) (wörtlich große Vinica) getrennt und liegt im Übergang der Regionen Dalmatien und der Herzegowina. Der eigentliche Ort liegt auf einer Hochebene (600-650 m. i. J.), der höchste Punkt der Gemeinde ist der Gebirgszug Zavelim (1364 m. i. J.). Das Klima in Vinica ist maßgeblich von der Nähe zum Mittelmeer (Luftlinie zur Adria 20 km) geprägt und unterscheidet sich stark vom Klima im restlichen Teil des Gemeindeverbandes Tomislavgrad. Das Klima ist mediterran beeinflusst mit trockenen Sommern und regenreichen Wintern und gleicht dem der Zagora in Kroatien. Aufgrund dessen gedeihen in Vinica Früchte, unter anderem Weinreben (Kujundzusa), die in anderen Teilen des Gemeindeverbandes nicht gedeihen.